# 新宮北インターチェンジ
新宮北インターチェンジ（しんぐうきたインターチェンジ）は、和歌山県新宮市あけぼのにある新宮道路・新宮紀宝道路のインターチェンジである。
近畿自動車道紀勢線に並行する国道42号の自動車専用道路として整備されている。

## 歴史
- 2013年（平成25年）度 : 新宮紀宝道路事業化[1]。
- 2019年（平成31年/令和元年）度 : 新宮道路事業化[1]。
- 2024年（令和6年）
  - 3月28日 : IC名称が仮称と同じ「新宮北IC」で正式決定[2]。
  - 12月7日 : 新宮紀宝道路 新宮北IC - 紀宝IC間開通に伴い供用開始[3][4][5]。

### 予定
- 未定 : 新宮道路 開通

## 接続する道路
- 和歌山県道231号あけぼの広角線

## 料金所
無料区間のため設置されていない。

## 隣
E42 新宮道路・新宮紀宝道路
新宮中央IC（事業中・仮称） - 新宮北IC - 紀宝鵜殿IC